# Infante Dom Henrique (navire, 1961)
Pour les articles homonymes, voir Vasco da Gama et Barcelona.
L’Infante Dom Henrique est un paquebot construit en 1960 par les chantiers Cockerill-Ougrée d’Anvers pour la compagnie Companhia Colonial de Navegação. Il est lancé le 29 avril 1960 et effectue son voyage entre Lisbonne et Beira en septembre 1961. Il est détruit à Guangzhou en 2004 sous le nom de Barcelona.

## Histoire
L’Infante Dom Henrique est un paquebot construit en 1960 par les chantiers Cockerill-Ougrée d’Anvers pour la compagnie Companhia Colonial de Navegação. Il est lancé le 29 avril 1960 et effectue son voyage entre Lisbonne et Beira en septembre 1961. En 1974, il est vendu à la compagnie Companhia Portuguesa de Transportes Maritimos, mais conserve son nom et son pavillon. En janvier 1976, il est désarmé à Lisbonne. En novembre 1977, il est vendu à la Gabinete da Area de Sines qui le transforme en navire hôtel à Sines ; mais l’hôtel est fermé quelques années plus tard et le navire est abandonné.
En novembre 1986, il est vendu à la compagnie Star Sea qui le fait transformer en navire de croisière au Pirée. En novembre 1988, il est vendu à la compagnie Transworld Cruises qui le rebaptise Vasco de Gama. La même année, il est affrété par la compagnie Neckermann Seereisen. Le 4 décembre 1988, alors qu’il est amarré à Lisbonne, un incendie se déclare dans la salle des machines. Il est rapidement maîtrisé et le navire est envoyé à Bremerhaven pour y être réparé. Le 22 décembre 1989, il heurte le cargo Isla Baltra à Gênes. À la suite de cet accident, le contrat d’affrètement est rompu.
En juin 1989, il est vendu à la compagnie Arcalia Shipping et est affrété par la compagnie Ambassador Cruises. En 1991, il est affrété par la compagnie Seawind Cruise Line, qui l’achète en 1995 et le rebaptise Seawind Crown.
En 1999, il est vendu à la compagnie Premier Cruises. En avril 2000, il est affrété par la compagnie Pullmantur Cruises ; mais en septembre 2000, il est arrêté par les autorités portuaires de Barcelone. En décembre 2003, il est vendu à la compagnie Premier Operations qui le renomme Barcelona et le fait détruire à Guangzhou en 2004.

## Galerie

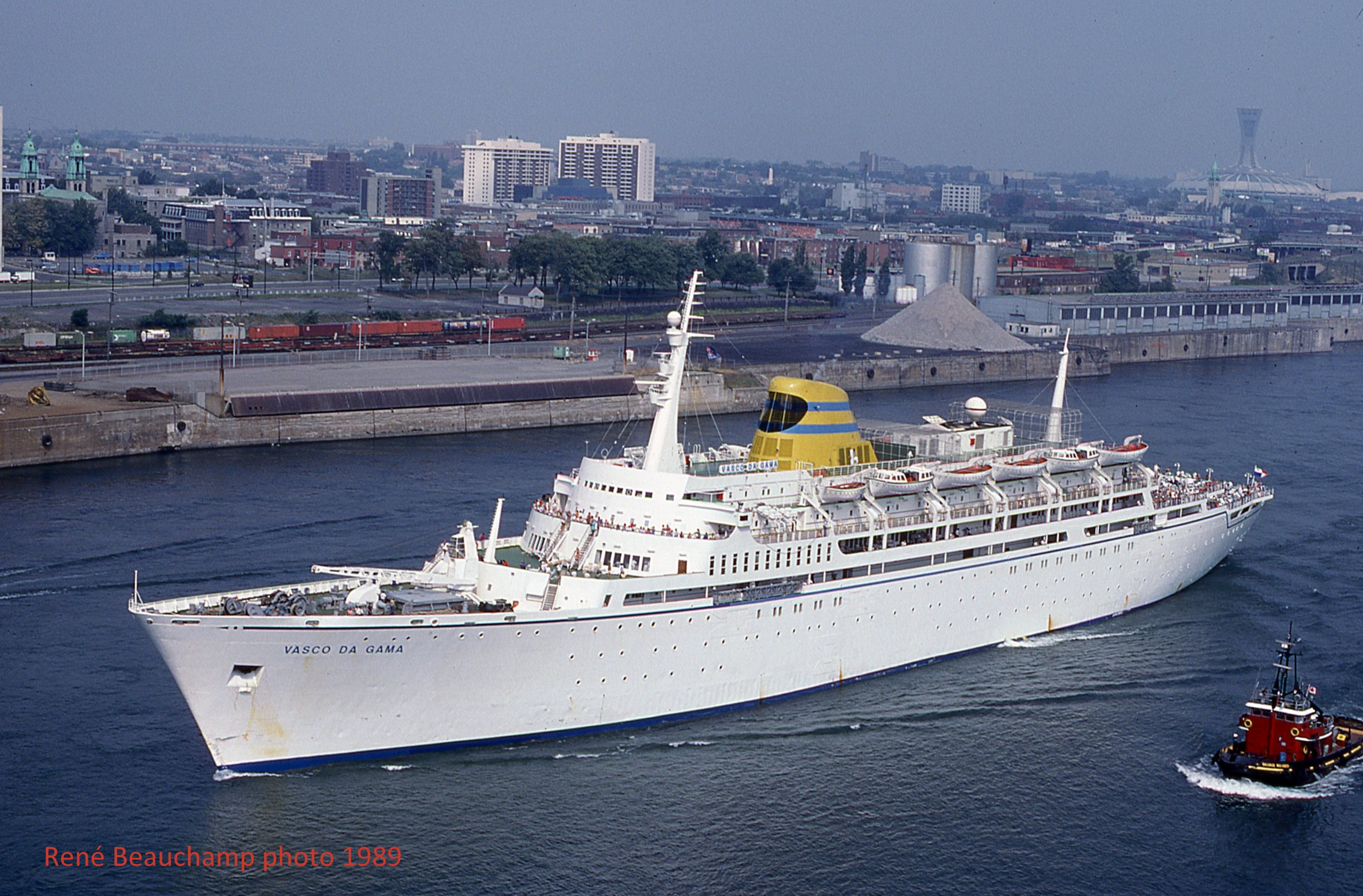
Le Vasco da Gama à Montréal en septembre 1989.
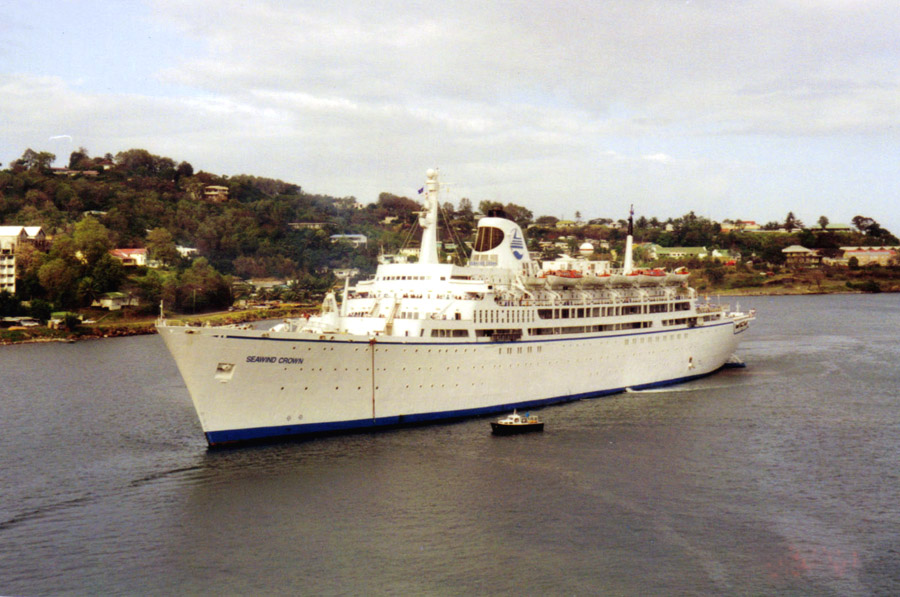
Le Seawind Crown à Sainte-Lucie en février 1997.
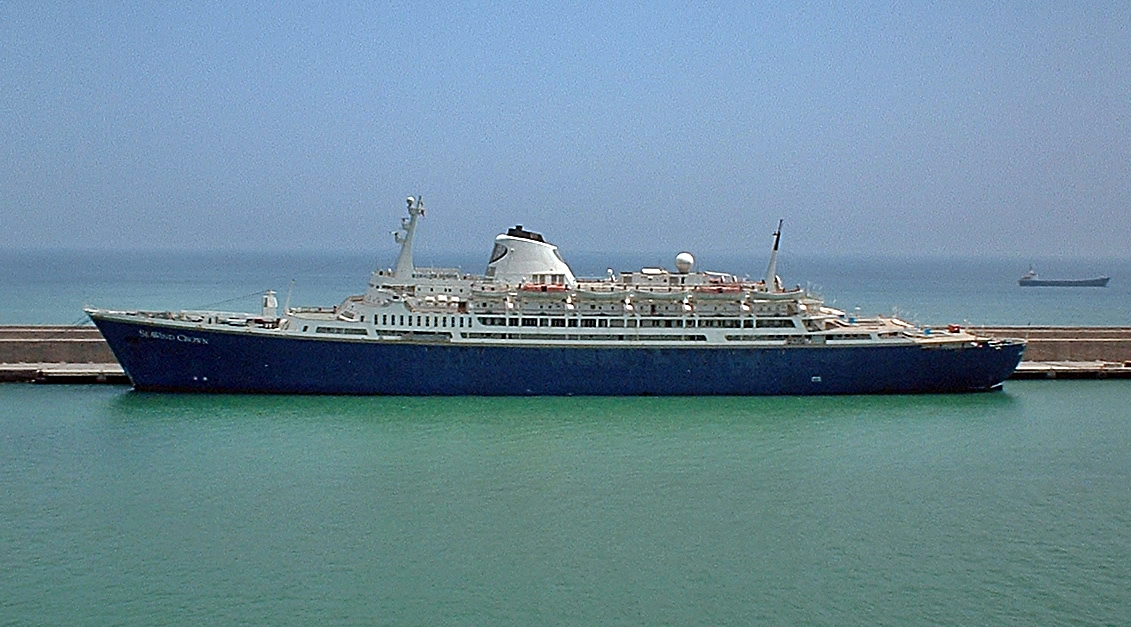
Le Seawind Crown détenu à Barcelone en juin 2003.